# Доњи Шепак
Доњи Шепак је насељено мјесто у општини Зворник, Република Српска, БиХ. Према попису становништва из 1991. у насељу је живјело 449 становника.

## Историја
До 2012. године званичан назив насеља је био Шепак Доњи, а тада се на основу „Одлуке о промјени назива насељеног мјеста Шепак Доњи у Доњи Шепак на подручју општине Зворник“ (Службени гласник Републике Српске 100/2012 од 30. октобра 2012. године) мења у садашњи назив. До 1955. године званични назив насеља је био Шепак Српски.

## Спорт
Доњи Шепак је сједиште фудбалског клуба Напредак.

## Становништво
Према попису становништва из 1991. године, мјесто је имало 449 становника.
| Националност       | 1991.        |
| Срби               | 446 (99,33%) |
| Југословени        | 1 (0,22%)    |
| остали и непознато | 2 (0,45%)    |
| укупно             | 449          |

| Демографија | Демографија | Демографија |
| Година      | Становника  | Становника  |
| ----------- | ----------- | ----------- |
| 1948.       | 354         |             |
| 1953.       | 396         |             |
| 1961.       | 441         |             |
| 1971.       | 391         |             |
| 1981.       | 466         |             |
| 1991.       | 449         |             |